# The Hound of Death and Other Stories
The Hound of Death and Other Stories is een boek met twaalf kort verhalen van Agatha Christie uit 1933. Het is een van haar weinige boeken dat niet werd uitgegeven door William Collins & Sons, maar door Odhams Press. Het boek verscheen niet op de Amerikaanse markt en een Nederlandstalige uitgave bestaat evenmin. Later werden de verhalen wel op deze markten gebracht, maar niet in de vorm van het originele boek. Verder zijn het geen echte detectiveverhalen, het genre dat Christie voornamelijk schreef, maar wel verhalen met over het algemeen een bovennatuurlijk karakter.
Later herschreef Christie het verhaal The Witness for the Prosecution naar een toneelversie waarvan later ook nog een gelijknamige film werd gemaakt.

## Verhalen

### The Hound of Death
vrij vertaald: de hond des doods. Nederlandse titel: De non.
De Amerikaanse journalist William P. Ryan heeft een diner met zijn vriend Anstruther. Wanneer Anstruther zegt dat zijn zus in Cornwall woont, meer bepaald het huis "Treane" in Folbridge, herinnert William zich een verhaal dat hij onlangs hoorde. Tijdens de Eerste Wereldoorlog bestormden de Duitsers een Belgisch klooster. Zodra de soldaten in het klooster waren, ontplofte het gebouw. Volgens de lokale bevolking overleefde één zuster en bleven twee muren intact. Het buskruit liet op een van de muren een markering achter in de vorm van een hond. Later werd bewezen dat de soldaten geen explosieven bij zich hadden. Volgens een dorpeling had de overlevende non bovennatuurlijke krachten en liet zij vanuit de hemel een bliksem inslaan. Zij vertrok daarop met enkele anderen naar het huis "Treane" in Cornwell. 
Anstruther bevestigt dat zijn zus onderdak gaf aan Belgische vluchtelingen. Na haar te contacteren, blijkt dat de bewuste zuster, Marie Angelique, nog leeft. Ze is in behandeling bij dokter Rose omwille van aanhoudende hallucinaties. Rose tracht een monografie te schrijven over de zuster haar toestand. Anstruther kan Rose overhalen om met de non te praten.
Wanneer Anstruther het verhaal van William vertelt, is de non verrast: zij dacht het incident te hebben gedroomd en was zich er niet van bewust dat het zich werkelijk heeft voorgedaan en zodoende "de hond des doods" heeft vrijgelaten. Daarna raaskalt ze over "de stad van de cirkels" en "de mensen van het kristal". Na het gesprek zegt Rose dat de non het kristal meermaals vermeldt. Daarom toonde Rose haar eens een kristal waarop de non zei dat "het geloof nog leeft".
De volgende dag verklaart de non dat het kristal een symbool van het geloof is, mogelijk een tweede Jezus. Rose start een test met symbolen: bij het zesde symbool antwoordt de non "vernieling". Anstruther krijgt het gevoel dat het onderzoek van Rose niet enkel een medisch motief heeft. Enige tijd later ontvangt hij een brief van de zuster met de melding dat ze Rose vreest omdat zij haar krachten wil overnemen met het zesde symbool. Dezelfde dag verneemt Anthruster dat zowel de non als Rose zijn overleden. Hun huis stond op een klif dewelke is ingestort. Op het strand is er nu een markering van een grote hond. De oom van Rose is ook overleden: hij werd getroffen door een bliksem hoewel er geen onweer was. Ook op zijn lichaam werd eenzelfde markering gevonden.

### The Red Signal
vrij vertaald: Het rode signaal. Nederlandse titel: Het rode sein.
Jack en Claire Trent hebben een diner met mevrouw Violet Everlsleigh, psychiater Sir Alington West en diens neef Dermot die heimelijk verliefd is op Claire. Doel van de avond is een discussie te hebben met een medium over toekomstvoorspelling en voorgevoelens.  Alington is sceptisch en is van mening dat het voorgevoel berust op toevalligheden en dat men na de feiten een onterechte link legt. Dermot beweert dat hij dankzij zijn buikgevoel, wat hij omschrijft als “een rood signaal”, ontsnapt is aan een moordpoging op hem.  Volgens zijn buikgevoel zou er die avond ook iets staan te gebeuren, maar hij verzwijgt dat.
Het medium waarschuwt dat men niet alleen naar huis mag gaan omdat er gevaar dreigt. Na het diner gaan Alington en Dermot naar het huis van laatstgenoemde. Daar zegt Alington dat hij doorheeft dat Dermot verliefd is op Claire, maar dat hij daar niet aan mag toegeven. Er ontstaat een discussie die overhoord wordt door de knecht. Later op de avond gaat Dermot naar “Grafton Galleries” waar hij stiekem heeft afgesproken met Claire. Claire geeft toe ook verliefd te zijn op Dermot, maar dat het beter zou zijn dat hij uit haar leven verdwijnt. Dermot smeekt haar om met hem mee te gaan, maar ze weigert.
Dermot gaat terug naar zijn appartement en krijgt opnieuw een “rood signaal”. In een lade vindt hij een revolver. Niet veel later klopt de politie aan de deur. Omwille van zijn buikgevoel doet Dermot zich voor als zijnde zijn knecht. Volgens de politie wordt Dermot gezocht voor de moord op Alington. Hij werd doodgeschoten kort nadat hij ruzie had met zijn neef. Dermot vlucht onopgemerkt via het raam en komt Jack tegen die hem naar zijn huis neemt. Daar sluit Jack Dermot op in een kamer en bekent op een waanzinnige manier dat hij Alington heeft vermoord. Dankzij Claire, die het gesprek heeft overhoord, wordt de politie ingelicht. Zij kunnen Dermot redden, maar Jack pleegt zelfmoord.

### The Fourth Man
Nederlandse titel: De vierde man.
Kanunnik Parfitt neemt de nachttrein. In zijn compartiment zitten ook advocaat George Durand en Campbell Clark, een arts gespecialiseerd in wat er zich afspeelt in de geest van de mens. Een vierde persoon lijkt te slapen.
Het gesprek gaat over slapeloosheid en dissociatieve identiteitsstoornissen. Clark refereert aan Felicie Bault, een Brits meisje dat op haar vijfde wees werd nadat haar vader levenslang werd opgesloten voor de moord op haar moeder. Daardoor belandde Felicie in het weeshuis van mevrouw Slater waar ze min of meer leerde lezen en schrijven. Op latere leeftijd werd ze een meid, maar ze werd overal redelijk snel ontslagen omwille van haar dom- en luiheid. Op haar 22 jaar vormde ze plots een dissociatieve identiteitsstoornis en kreeg vier alters. De eerste was Felicie zelf. De tweede alter was welopgevoed en cultureel ingesteld. Deze alter kon piano spelen en sprak twee vreemde talen waaronder Frans. De derde alter was een uitbreiding van de tweede, maar was zich bewust van de schunnige zijde van het leven en de Parijse levensstijl. De vierde alter was dromerig en devoot, hoewel men soms twijfelde of deze alter niet dezelfde was als de derde in een schijnheilige toestand. De alters wisselen elkaar af nadat Felicie migraine-aanvallen krijgt. Geen van de alters wist af van elkanders bestaan. Felicie werd op een dag dood in bed gevonden en volgens het autopsieverslag wurgde ze zich met haar eigen handen.
Daarop mengt de vierde persoon zich in het gesprek. Hij stelt zich voor als Raoul Leterdeau die ook als wees werd opgevangen bij mevrouw Slater ten tijde dat Felicie daar was. Volgens Raoul werd Felicie gepest door een ander meisje: Annette Ravel. Felicie kon daardoor Annette ook niet luchten. Op zekere dag was Annette erin geslaagd om Felicie te hypnotiseren, waarvan Felicie zich niets meer herinnerde. Annette was een ambitieus meisje en had zichzelf erop toegelegd een beroemde danseres te worden in Parijs.  Zo’n vijf jaar later ontmoette Raoul Annette dan ook in Parijs waar haar droom was uitgekomen. Echter, Annette leed aan turberculose.  Twee jaar later keerde Annette terug naar het weeshuis. Felicie was nog steeds daar en werkte er als meid. Annette startte de pesterijen en bevelen opnieuw, ondanks haar zwakke gezondheid. Voor de een of andere reden leek Annette grip te hebben op Felicie, ondanks deze laatste Annette nog steeds haatte.
Annette stierf niet veel later. Zo’n zes maanden later kreeg Felicie haar eerste persoonsveranderingen. Het leek alsof ze sprak met Annette en dat de ziel van Annette haar lichaam zou overnemen waarop Felicie antwoordde dat zij haar dan met haar eigen sterke handen zou wurgen.

### The Gypsy
vrij vertaald: De zigeunervrouw. Nederlandse titel: De zigeunerin.
Dickie Carpenter breekt zijn verloving met Esther Lawes af. De reden vertelt hij aan Mcfarlane, de verloofde van Eshters’ zus Rachel.
Dickie heeft sinds zijn kinderjaren een aversie van zigeuners. Hij had wederkerende dromen waarin een zigeunervrouw steeds opdook en in zijn ogen keek. Enkele jaren later ontmoette Dickie tijdens een wandeling een zigeunerin. Zij waarschuwde hem om een bepaald wandelpad niet te nemen. Hij negeerde dit en nam het pad toch. Tijdens het oversteken van een brug stortte deze in en belandde Dicke in een woeste rivier waar hij ternauwernood uit kon geraken.
Gelijkaardige feiten deden zich voor nadat hij de familie Lawes begon op te zoeken. Op zeker ogenblik werd hij door hen uitgenodigd voor een diner. Daar ontmoette hij Allistair Haworth die op de moerasheide woont. Zij had een litteken op haar hoofd en leek sterk op de zigeunervrouw uit zijn dromen. Toen hij buiten een luchtje ging scheppen, kwam hij haar tegen. Zij waarschuwde hem om het huis niet meer te betreden. Hij deed dit toch en viel in een oogopslag verliefd op Esther Lawes.  Een tweetal weken na hun verloving ontmoette hij Allistair opnieuw: ze waarschuwde hem nogmaals. Ook deze keer negeerde hij dit. Die nacht bekende Esther dat ze niet verliefd was op hem.  Nu hecht Dickie wel geloof in de voorspellingen van Allistair, te meer omdat hij weldra een operatie moet ondergaan. Tijdens het eerdere onderzoek meende hij in het gezicht van een van de verpleegsters Allistair te herkennen die hem waarschuwde om de operatie niet te laten uitvoeren.
Enige tijd later verneemt Mcfarlane dat Dickie tijdens de operatie is gestorven. Hij zoekt Allistair op. Zij is getrouwd met een oude zeeman. Allistair zegt dat Mcfarlane ook visioenen heeft en dat ze elkaar niet meer zullen ontmoeten. De volgende dag bezoekt Mcfarlane een lokale kroeg. Daar hoort hij van de uitbater verhalen over geesten die regelmatig gezien worden op de moerasheide: een zigeunervrouw en een oude zeeman. Macfarlane vraagt zich af of dit Allistair en haar man zijn.

### The Lamp
vrij vertaald: De lamp. Nederlandse titel: Spookjes onder elkaar.
Mevrouw Lancaster neemt met haar vader Winburn en zoon Geoffrey intrek in een oude huurwoning. Omdat de prijs wel erg laag is, vraagt ze aan de makelaar of het huis behekst is. Uiteindelijk geeft de makelaar toe dat er zo’n dertig jaar geleden een man en zijn zoontje in het huis woonden. Toen de man op een dag naar Londen ging, werd hij gearresteerd: hij bleek een gezochte crimineel te zijn. Niemand bekommerde zich om de kleine jongen waardoor deze stierf door verkommering.
Winburn weet dat het huis behekst is en beweert dat wanneer Geoffrey de trap neemt, hij naast diens voetstappen ook nog de stappen hoort van een tweede persoon.  Het personeel start het gerucht dat zij een kind horen wenen, maar dat dit niet Geoffrey is. Geoffrey vraagt zijn moeder of hij met de jongen mag spelen die hij af en toe opmerkt. Ondanks deze argumenten is mevrouw Lancaster van mening dat dit alles wordt ingebeeld.
Zo’n maand later wordt Geoffrey ziek en begint mevrouw Lancaster het gehuil ook te horen. De dokter wordt opgeroepen en concludeert dat de longen van Geoffrey nooit sterk zijn geweest. Niet veel later sterft Geoffry dan ook. Sindsdien horen ze in het huis de voetstappen en het gelach van twee kinderen.

### Wireless
vrij vertaald: Draadloos. Nederlandse titel: Het testament.
Mary Harter, meer dan zeventig jaar oud, krijgt na een consultatie van haar dokter te horen dat ze een zwak hart heeft, maar dat ze nog vele jaren zal leven indien ze zich niet uitput of opjaagt door te piekeren. Daarom koopt haar neef Charles Ridgeway haar een radio. Op een avond wordt het radioprogramma plots onderbroken door een stem: hij beweert haar overleden man Patrick te zijn die haar weldra komt halen.
Enkele dagen later hoort ze eenzelfde bericht. Ze vraagt haar advocaat om haar huidige testament op te sturen zodat ze dit kan aanpassen waardoor haar meid 50 pond meer zal erven dan voorzien. Mary is ontzet wanneer Charles haar die namiddag komt opzoeken en beweert het silhouet van Patrick te hebben gezien door een van de vensterramen. Die avond krijgt Mary nogmaals een bericht via de radio: Patrick zal haar vrijdagavond omstreeks halftien komen halen. Ze schrijft dit bericht op een papier en laat dit via haar meid bezorgen aan haar dokter. Tevens zegt ze tegen de meid dat ze via de radio boodschappen ontvangt van haar overleden man.
Die vrijdagavond zit Mary in haar stoel met haar testament stevig in haar vingers zodat ze er zeker van is dat dit zal worden gevonden. Klokslag halftien wordt op de deur geklopt. Mary opent deze en ziet het silhouet van haar overleden man. Daarop stort ze in en sterft. Ze wordt even later door de meid gevonden. De dokter is van mening dat Mary de laatste tijd hallucineerde. Charles is eenzelfde mening toegedaan, hoewel hij alles heeft opgezet: met een technisch trucje sprak hij de boodschappen in en verkleedde zich op de bewuste vrijdagavond. Charles verheugt zich op het vele geld dat hij zal erven waardoor hij zijn faillissement kan afbetalen.
Zijn geluk is van korte duur: de advocaat meldt dat hij het testament enkele dagen eerder per post had opgestuurd, maar dat het sindsdien onvindbaar is. Charles realiseert zich dan dat Mary inderdaad een blad vasthield toen ze de deur opende en dat dat blad in de open haard is beland.  Omdat er geen duplicaat van dat testament bestaat, wordt het vorige uitgevoerd. Volgens dat testament erft haar nicht Miriam alles. Echter, Mary was het niet eens met het huwelijk dat Miriam aanging en veranderde daardoor het testament waardoor alles naar Charles ging. Charles wist dit, maar gezien zijn geldproblemen en het feit dat haar tante nog jaren zou leven, kwam hij op het idee om zich voor te doen als de geest van Patrick.
Charles krijgt nog een tweede shock te verwerken wanneer de autopsie uitwijst dat Mary hoogstens nog twee maanden zou hebben geleefd waardoor hij het hele plan onnodig had opgezet en daardoor zijn erfenis is kwijtgespeeld.

### The Witness for the Prosecution
vrij vertaald: De getuige van de aanklager. Nederlandse titel: Getuige à charge.
Janet, de meid van Emily French, kwam ‘s avonds omstreeks halftien terug van haar vrije avond. In de woonkamer hoorde ze de stem van Emily en een man. De volgende dag vond ze het lichaam van Emily: ze werd vermoord met een breekijzer en verschillende voorwerpen waren verdwenen. De politie dacht eerst aan inbraak, maar op aanwijzingen van Janet werd Leonard Vole gearresteerd met “financiële redenen” als motief.  Vole zegt tegen zijn advocaat Mayherne dat hij de moord niet kan hebben gepleegd: hij was op dat tijdstip bij zijn vrouw Romaine die dat zal bevestigen. Hij is wel verbluft wanneer Mayherne zegt dat Leonard alles erft en dat hij dit, op verklaring van Janet, wist.
Mayherne ondervraagt daarna Romaine. Deze Weense actrice beweert niet getrouwd te zijn met Leonard, maar enkel in te wonen. Volgens haar was Leonard een uur later thuis dan hij beweert. Omdat ze niet getrouwd zijn, wil ze dat zelfs als getuige verklaren tijdens het verhoor wat ook gebeurt waardoor Vole officieel terechtstaat.
Mayherne gaat op zoek naar bewijzen in het voordeel van Leonard, maar vindt deze niet tot wanneer hij een brief ontvangt. Volgens de brief moet Mayherne naar een adres in Stepney gaan en daar vragen naar mevrouw Mogson. Mevrouw Mogson is van middelbare leeftijd met heel wat littekens in haar gezicht die ze heeft opgelopen nadat haar voormalige vriend Max zwavelzuur over haar goot. Diezelfde Max heeft nu een affaire met Romaine.  Uit wraak heeft Mogson nu heel wat briefwisseling tussen Max en Romaine gestolen. In een van die brieven verklaart Romaine dat ze tegen de politie heeft gelogen betreffende het alibi van Leonard omdat ze van hem af wil. De brieven worden voorgelezen op het proces waardoor Leonard wordt vrijgesproken.  Mayherne is opgetogen tot wanneer hij ziet hoe Romaine haar handpalmen vastknijpt en loslaat: mevrouw Mogson deed dit op exact dezelfde manier.
Enige tijd later confronteert Mayherne Romaine met dit feit. Hij is van mening dat Miss Mogson in werkelijkheid een vermomde Romaine was en dat de brieven zijn vervalst. Romaine bekent dat ze zielsveel van Leonard houdt en dat “enkel de bevestiging dat Leonard om halftien bij haar was” onvoldoende kon zijn om hem een watersluitend alibi te geven en dat “het emotionele verhaal van Mogson” doeltreffender was. Mayherne spreekt dit tegen en verklaart dat een meer conventionele manier ook voldoende zou zijn geweest. Anderzijds is hij van mening dat Romaine zeker was van haar plan omdat Leonard sowieso onschuldig was. Doch Romaine bekent dat Leonard wel degelijk de moord heeft begaan en zij dus meineed pleegde. Omdat Vole reeds is vrijgesproken is de zaak geklasseerd.

### The Mystery of the Blue Jar
vrij vertaald: Het mysterie van de blauwe kruik. Nederlandse titel: Het geheim van de blauwe vaas.
Jack Hartington huurt een permanente kamer in een hotel vlak bij Stourten Health. Elke ochtend beoefent hij een uurtje golf. Op een dag hoort hij een vrouw “Moord! Help! Moord!” roepen. Hij gaat naar de plaats vanwaar het geluid komt en eindigt aan een huisje waar een jongedame tuiniert.  Zij beweert niets te hebben gehoord. Twee dagen later gebeurt er identiek hetzelfde. De jongedame vraagt zich af of Jack geen last heeft van shellshock. Ook de volgende dag hoort hij de hulpkreten, maar ditmaal negeert hij deze en praat hij met de jongedame over haar tuin.
Tijdens het volgende ontbijt ontmoet Jack dokter Lavington. Om zijn geestelijke toestand in vraag te stellen, nodigt hij Lavington uit voor een partijtje golf. Ook ditmaal hoort Jack de hulpkreten, maar Lavington beweert niets te hebben gehoord. Daarop doet Jack zijn verhaal en bespreekt of er iets parapsychologisch aan de hand is. De dokter stelt voor dat Jack naar zijn werk gaat en dat hij de geschiedenis van het huisje natrekt. ’s Avonds zegt de dokter dat de huidige bewoners er slechts tien dagen wonen. Daarvoor woonde er de familie Turner. Zij waren ergens bang van en besloten plots om de woning te huur te zetten. Sinds dat ogenblik heeft men mevrouw Turner niet meer gezien. Hoewel het voorbarig is, zou Jack volgens de dokter op een of andere manier berichten ontvangen van de verdwenen vrouw.
Enkele dagen later krijgt Jack bezoek van de jonge vrouw: ook zij krijgt nu wederkerende nachtmerries met daarin een vrouw die om hulp roept terwijl ze een blauwe kruik draagt.  Jack brengt Lavington in het gesprek. De jongedame toont een zelfgemaakte schets van de kruik uit haar droom. Jack herkent deze als een Chinese vaas. Zijn oom heeft sinds een tweetal maanden dergelijke vaas. Meer: hij kocht deze op de dag dat de familie Turner vertrok. Lavington stelt voor om de vaas gedurende 24 uur in het huisje te zetten en met hun gedrieën af te wachten wat er gebeurt. Zo gezegd, zo gedaan. Tijdens die nacht valt Jack plots bewusteloos.
Zo’n twaalf uur later komt hij terug bij bewustzijn. Er is niemand meer in het huisje en de vaas is verdwenen. Aan de hotelbalie vindt hij een nota: Lavington is de vader van de jongedame en ze hebben ondertussen twaalf uur voorsprong. Jack verneemt van zijn oom dat het een unieke Ming-vaas betreft van onschatbare waarde.

### The Strange Case of Sir Arthur Carmichael
vrij vertaald: De vreemde zaak van Sir Arthur Carmichael. Nederlandse titel: Metamorfose.
Psycholoog Edward Carstairs en zijn collega Settle worden opgeroepen voor een vreemde zaak: de 23-jarige Arthur Carmichael is de vorige ochtend wakker geworden met een totaal andere persoonlijkheid. Volgens Settle zijn er geruchten dat het huis behekst is. Naast Arthur wonen er in het huis zijn stiefmoeder, zijn verloofde Phylisse Patterson en zijn achtjarige halfbroer. Wanneer ze de oprit oprijden, huivert Settle bij het zien van een kat.  Carstairs en Settle observeren Arthur die zich inderdaad vreemd gedraagt: hij zit gebukt, zegt niets, strekt zich af en toe uit, geeuwt en drinkt van zijn kopje melk zonder zijn handen te gebruiken.
Die nacht hoort Carstairs ergens in huis een kat aanhoudend miauwen, maar hij kan het beest niet vinden. ’s Ochtends ziet hij de kat rennen achter een groepje vogels. Wanneer Carstairs aanhaalt de kat te hebben gehoord, beweert mevrouw Carmichael dat er in huis geen kat is.  Volgens de huisknecht stierf de kat een week eerder en werd deze begraven. Carstairs droomt de volgende nacht over de kat: hij volgt haar tot in de bibliotheek en toont hem een lege plaats tussen de boeken. De volgende dag vinden Carstairs en Settle op die bewuste plaats een missend boek. Later is Carstairs getuige van een vreemd verschijnsel: Arthur springt van zijn stoel en achtervolgt een muis. Arthur sluipt tot aan een paneel waarachter de muis zich heeft verborgen en blijft daar wachten.
Die nacht wordt mevrouw Carmichael wakker en schreeuwt het uit: ze werd brutaal aangevallen door een geest. Carstairs eist daarop dat de kat wordt opgegraven. Het is exact dezelfde kat die hij zelf eerder zag en in zijn dromen voorkwam. Aan de geur te merken werd het beest vergiftigd met waterstofcyanide.
Enkele dagen later valt Arthur in het nabijgelegen meer. Na hem uit het water te hebben gehaald, lijkt hij dood te zijn. Doch niet veel later komt hij bij en heeft zijn oude persoonlijkheid terug. Hij kan zich niets herinneren van wat er de afgelopen dagen is gebeurd.  Lady Carmichael is zo gechoqueerd dat ze prompt doodvalt. Het missende boek wordt gevonden en handelt over hoe mensen in dieren kunnen transformeren. De doelstelling van mevrouw Carmichael was om de zielen van de kat en Arthur te wisselen. Daarna vermoordde ze de kat (met de ziel van Arthur) zodat Arthur (met de ziel van de kat) ontoerekeningsvatbaar zou worden verklaard waardoor haar natuurlijke zoon de titel en het landgoed zou erven.

### The Call of Wings
vrij vertaald: De roep van de vleugel. Nederlandse titel: De roepstem.
Miljonair Silas Hamer, pastor Dick Borrow en hun vriend Bertrand Seldom, een zenuwspecialist, bespreken hoe elk van hen tevreden is, hoewel hun achtergrond verschillend is. Hamer is economisch gezien blij en heeft een fortuin kunnen vergaren. Borrow is geestelijk gelukkig omdat hij de armen helpt. Seldom is blij omdat hij anderen medisch kan helpen. ’s Avonds is Silas getuige hoe een dakloze man sterft bij een aanrijding. Silas is zich bewust dat hij de man had kunnen redden en voelt zich door het voorval mentaal slecht. 
Net wanneer Silas zijn huis wil betreden, hoort hij een doedelzak die wordt bespeeld door een beenloze man. De muziek maakt hem zeer blij en het lijkt alsof hij zweeft. Hij hoort het deuntje in zijn gedachten telkens hij gaat slapen en denkt daarbij dat hij in zijn kamer zweeft. Daarbij ziet hij mooie taferelen gemaakt uit rood zand en een voor hem ongekende kleur die hij “De vleugelkleur” noemt.  Echter, iets zorgt ervoor dat hij terug bij realiteit komt waardoor hij zich mentaal slecht voelt. Op aanraden van Seldom spreekt Salis de muzikant aan en wil weten wie de man in kwestie is. De muzikant maakt een tekening van de god Pan die op een rots zit en de panfluit bespeelt. De man wijst naar de geitenpoten en zegt dat deze kwaadaardig waren. Daarop concludeert Silas dat de man in werkelijkheid de god Pan is die zijn geitenbenen heeft geamputeerd.
Silas is zo onder de indruk van de muziek dat hij beseft dat zijn rijkdom het enige is wat hem nog tegenhoudt om echt gelukkig te zijn. Daarom doneert hij al zijn geld aan Dick Borrow. Niet veel later wil Silas de trein nemen. Een man valt van het perron en dreigt aangereden te worden door de aankomende trein. Silas trekt de man op het perron, maar komt zelf ten val en wordt door de trein aangereden. Net voordat hij sterft, hoort hij de doedelzak en het deuntje.

### The Last Seance
vrij vertaald: De laatste seance. Nederlandse titel: Moord op het medium.
Het medium Simone woont samen met haar vriend Raoul Daubreuil. Simone is het beu om nog seances te houden en heeft voor zichzelf uitgemaakt om nog een allerlaatste sessie te houden voor haar beste klant mevrouw Exe, hoewel het tegen haar zin is. Mevrouw Exe verloor haar dochter Amelie. Tijdens deze seances is Simone altijd in staat geweest om Amelie te “materialiseren” in de vorm van een rookgordijn.  Omdat het de allerlaatste seance is, wil mevrouw Exe er zeker van zijn dat er geen bedrog in het spel is. Ze eist dat Raoul wordt vastgebonden. Hij gaat akkoord op voorwaarde dat mevrouw Exe de materialisatie niet mag aanraken omdat dit Simone kan verwonden. Zij gaat akkoord. Tijdens de materialisatie springt mevrouw Exe weg en trekt uit het rookgordijn de geest van haar dochter en loopt weg. Simone schreeuwt het uit van de pijn. Nadat Raoul zich heeft bevrijd, vindt hij het doorbloedde lichaam van Simone.

### SOS
Nederlandse titel: S.O.S.
Als een autoriteit op het gebied van geestesziekten en van het onderbewustzijn autopech krijgt, klopt hij bij het enige huis in de verre omtrek aan. Daar voelt hij een onverklaarbare spanning.

## Verhalen in Nederlandse bundels
| Engelse Titel                             | Nederlandse titel             | Verschenen in de bundel |
| ----------------------------------------- | ----------------------------- | ----------------------- |
| The Hound of Death                        | De non                        | Het wespennest          |
| The Red Signal                            | Het Rode sein                 | Getuige à charge        |
| The Fourth Man                            | De vierde man                 | Getuige à charge        |
| The Gypsy                                 | De zigeunerin                 | Het wespennest          |
| The Lamp                                  | Spookjes onder elkaar         | Regatta Mysterie        |
| Wireless                                  | Het testament                 | Getuige à charge        |
| The Witness for the Prosecution           | Getuige a charge              | Getuige à charge        |
| The Mystery of the Blue Jar               | Het geheim van de blauwe vaas | Getuige à charge        |
| The Strange Case of Sir Arthur Carmichael | Metamorfose                   | Het wespennest          |
| The Call of Wings                         | De roepstem                   | Het wespennest          |
| The Last Seance                           | Moord op het medium           | Regatta Mysterie        |
| SOS                                       | S.O.S.                        | Getuige à charge        |